# Сокіл (Львівський район)
Со́кіл — село в Україні, у Львівському районі Львівської області. Населення становить 576 осіб. Орган місцевого самоврядування — Желдецький старостинський округ.
На території села розташований Желдецький НВК, амбулаторія, кабінет старости Желдецького округу, Народний дім. Також у селі є бібліотека, біля школи облаштовані спортивні майданчики. 
28 серпня 2021 року, під час святкування Дня села, було відкрито новий сучасний спортивний майданчик. Новий спортивний об'єкт споруджено в рамках реалізації Комплексної програми розвитку фізичної культури та спорту Львівщини. Кошти на облаштування майданчика виділено з місцевого бюджету (1,265 тис. грн) та залучено з обласного бюджету (700 тис.грн). Окрім облаштування поля для міні-футболу 22 на 42 м, проєкт включав встановлення огорожі та благоустрій території.
У вересні 2022 року в селі Сокіл демонтували пам'ятник радянському солдату.

## Населення

### Мова
Розподіл населення за рідною мовою за даними перепису 2001 року:
| Мова       | Кількість | Відсоток |
| ---------- | --------- | -------- |
| українська | 576       | 100%     |